# Miami Open 2025
Il Miami Open 2025, ufficialmente Miami Open presented by Itaú 2025, è stato un torneo di tennis giocato su campi in cemento. È stata la 40ª edizione del Miami Open facente parte della categoria ATP Tour Masters 1000 nell'ambito dell'ATP Tour 2025 e della categoria WTA 1000 nell'ambito del WTA Tour 2025. Sia il torneo maschile sia quello femminile si sono disputati all'Hard Rock Stadium di Miami Gardens, negli Stati Uniti, dal 18 al 30 marzo 2025.

## Partecipanti ATP singolare

### Teste di serie
| Nazionalità | Giocatore                  | Ranking* | Testa di serie |
| ----------- | -------------------------- | -------- | -------------- |
| Germania    | Alexander Zverev           | 2        | 1              |
| Spagna      | Carlos Alcaraz             | 3        | 2              |
| Stati Uniti | Taylor Fritz               | 4        | 3              |
| Serbia      | Novak Đoković              | 5        | 4              |
| Norvegia    | Casper Ruud                | 6        | 5              |
| Regno Unito | Jack Draper                | 7        | 6              |
|             | Daniil Medvedev            | 8        | 7              |
|             | Andrej Rublëv              | 9        | 8              |
| Grecia      | Stefanos Tsitsipas         | 10       | 9              |
| Australia   | Alex de Minaur             | 11       | 10             |
| Danimarca   | Holger Rune                | 12       | 11             |
| Stati Uniti | Tommy Paul                 | 13       | 12             |
| Stati Uniti | Ben Shelton                | 14       | 13             |
| Bulgaria    | Grigor Dimitrov            | 15       | 14             |
| Italia      | Lorenzo Musetti            | 16       | 15             |
| Stati Uniti | Frances Tiafoe             | 17       | 16             |
| Francia     | Arthur Fils                | 18       | 17             |
| Canada      | Félix Auger-Aliassime      | 19       | 18             |
| Francia     | Ugo Humbert                | 20       | 19             |
| Rep. Ceca   | Tomáš Macháč               | 21       | 20             |
| Polonia     | Hubert Hurkacz             | 22       | 21             |
|             | Karen Chačanov             | 23       | 22             |
| Argentina   | Francisco Cerúndolo        | 24       | 23             |
| Stati Uniti | Sebastian Korda            | 25       | 24             |
| Australia   | Alexei Popyrin             | 26       | 25             |
| Rep. Ceca   | Jiří Lehečka               | 27       | 26             |
| Canada      | Denis Shapovalov           | 28       | 27             |
| Francia     | Giovanni Mpetshi Perricard | 29       | 28             |
| Italia      | Matteo Berrettini          | 30       | 29             |
| Cile        | Alejandro Tabilo           | 31       | 30             |
| Stati Uniti | Brandon Nakashima          | 32       | 31             |
| Stati Uniti | Alex Michelsen             | 33       | 32             |

* Ranking al 17 marzo 2025.

### Altri partecipanti
I seguenti giocatori hanno ricevuto una wildcard per il tabellone principale:
- Federico Cinà[2]
- Christopher Eubanks
- Eliot Spizzirri
- Coleman Wong
- Wu Yibing

I seguenti giocatori sono entrati in tabellone con il ranking protetto:
- Jenson Brooksby
- Nick Kyrgios
- Reilly Opelka

I seguenti giocatori sono entrati nel tabellone principale passando dalle qualificazioni:

- Alexander Blockx
- Tseng Chun-hsin
- Francisco Comesaña
- Jacob Fearnley
- Billy Harris
- Brandon Holt
- Mackenzie McDonald
- Christopher O'Connell
- Ethan Quinn
- Rei Sakamoto
- Tristan Schoolkate
- Thiago Agustín Tirante

I seguenti giocatori sono entrati in tabellone come lucky loser:
- Camilo Ugo Carabelli
- Gabriel Diallo
- Hugo Gaston
- Adam Walton

### Ritiri
Prima del torneo
- Tallon Griekspoor → sostituito da  Gabriel Diallo
- Hubert Hurkacz → sostituito da  Adam Walton
- Nicolás Jarry → sostituito da  Camilo Ugo Carabelli
- Thanasi Kokkinakis → sostituito da  Rinky Hijikata
- Kei Nishikori → sostituito da  Hugo Gaston
- Shang Juncheng → sostituito da  Quentin Halys
- Jannik Sinner[3] → sostituito da  Aleksandar Kovacevic
- Zhang Zhizhen → sostituito da  Learner Tien

## Partecipanti ATP doppio

### Teste di serie
| Nazionalità | Giocatore         | Nazionalità   | Giocatore        | Ranking* | Teste di serie |
| ----------- | ----------------- | ------------- | ---------------- | -------- | -------------- |
| El Salvador | Marcelo Arévalo   | Croazia       | Mate Pavić       | 2        | 1              |
| Finlandia   | Harri Heliövaara  | Regno Unito   | Henry Patten     | 7        | 2              |
| Italia      | Simone Bolelli    | Italia        | Andrea Vavassori | 17       | 3              |
| Spagna      | Marcel Granollers | Argentina     | Horacio Zeballos | 21       | 4              |
| Croazia     | Nikola Mektić     | Nuova Zelanda | Michael Venus    | 27       | 5              |
| Regno Unito | Julian Cash       | Regno Unito   | Lloyd Glasspool  | 33       | 6              |
| Argentina   | Máximo González   | Argentina     | Andrés Molteni   | 40       | 7              |
| Regno Unito | Joe Salisbury     | Regno Unito   | Neal Skupski     | 48       | 8              |

* Ranking al 17 marzo 2025.

### Altri partecipanti
Le seguenti coppie di giocatori hanno ricevuto una wildcard per il tabellone principale:
- Robert Cash /  JJ Tracy
- Mackenzie McDonald /  Learner Tien
- Rei Sakamoto /  Coleman Wong

La seguente coppia di giocatori è entrata in tabellone come alternate:
- Hugo Nys /  Édouard Roger-Vasselin

### Ritiri
Prima del torneo
- Sander Arends /  Luke Johnson → sostituiti da  Guido Andreozzi /  Théo Arribagé
- Kevin Krawietz /  Tim Pütz → sostituiti da  Hugo Nys /  Édouard Roger-Vasselin

## Partecipanti singolare WTA

### Teste di serie
| Nazionalità | Giocatrice             | Ranking* | Testa di serie |
| ----------- | ---------------------- | -------- | -------------- |
|             | Aryna Sabalenka        | 1        | 1              |
| Polonia     | Iga Świątek            | 2        | 2              |
| Stati Uniti | Coco Gauff             | 3        | 3              |
| Stati Uniti | Jessica Pegula         | 4        | 4              |
| Stati Uniti | Madison Keys           | 5        | 5              |
| Italia      | Jasmine Paolini        | 7        | 6              |
| Kazakistan  | Elena Rybakina         | 8        | 7              |
| Stati Uniti | Emma Navarro           | 10       | 8              |
| Cina        | Zheng Qinwen           | 9        | 9              |
| Spagna      | Paula Badosa           | 11       | 10             |
|             | Mirra Andreeva         | 6        | 11             |
|             | Dar'ja Kasatkina       | 12       | 12             |
|             | Diana Šnajder          | 13       | 13             |
| Stati Uniti | Danielle Collins       | 15       | 14             |
| Rep. Ceca   | Karolína Muchová       | 14       | 15             |
| Brasile     | Beatriz Haddad Maia    | 18       | 16             |
| Stati Uniti | Amanda Anisimova       | 17       | 17             |
|             | Ekaterina Aleksandrova | 20       | 18             |
| Kazakistan  | Julija Putinceva       | 24       | 19             |
| Danimarca   | Clara Tauson           | 23       | 20             |
| Croazia     | Donna Vekić            | 19       | 21             |
| Ucraina     | Elina Svitolina        | 22       | 22             |
| Ucraina     | Marta Kostjuk          | 29       | 23             |
|             | Ljudmila Samsonova     | 21       | 24             |
| Lettonia    | Jeļena Ostapenko       | 25       | 25             |
| Canada      | Leylah Fernandez       | 26       | 26             |
| Belgio      | Elise Mertens          | 28       | 27             |
| Grecia      | Maria Sakkarī          | 51       | 28             |
| Polonia     | Magdalena Fręch        | 27       | 29             |
| Rep. Ceca   | Linda Nosková          | 31       | 30             |
| Tunisia     | Ons Jabeur             | 30       | 31             |
|             | Anna Kalinskaja        | 33       | 32             |

* Ranking al 3 marzo 2025.

### Altre partecipanti
Le seguenti giocatrici hanno ricevuto una wild card per il tabellone principale:
- Ėrika Andreeva[5]
- Hailey Baptiste
- Alex Eala
- Tyra Caterina Grant
- Sayaka Ishii
- Petra Kvitová
- Victoria Mboko
- Ajla Tomljanović

Le seguenti giocatrici sono entrate in tabellone con il ranking protetto:
- Sorana Cîrstea
- Lauren Davis
- Julia Grabher
- Caty McNally

Le seguenti giocatrici sono entrate nel tabellone principale passando dalle qualificazioni:

- Kimberly Birrell
- Anna Bondár
- Linda Fruhvirtová
- Aoi Itō
- Claire Liu
- Rebeka Masarova
- Greet Minnen
- Bernarda Pera
- Elena-Gabriela Ruse
- Julija Starodubceva
- Lucrezia Stefanini
- Taylor Townsend

### Ritiri
Prima del torneo
- Barbora Krejčíková → sostituita da  Anna Blinkova
- Markéta Vondroušová → sostituita da  Julia Grabher

## Partecipanti doppio WTA

### Teste di serie
| Nazione       | Giocatrice         | Nazione       | Giocatrice           | Ranking* | Testa di serie |
| ------------- | ------------------ | ------------- | -------------------- | -------- | -------------- |
| Rep. Ceca     | Kateřina Siniaková | Stati Uniti   | Taylor Townsend      | 3        | 1              |
| Canada        | Gabriela Dabrowski | Nuova Zelanda | Erin Routliffe       | 7        | 2              |
| Italia        | Sara Errani        | Italia        | Jasmine Paolini      | 13       | 3              |
| Lettonia      | Jeļena Ostapenko   | Australia     | Ellen Perez          | 21       | 4              |
| Taipei cinese | Chan Hao-ching     |               | Veronika Kudermetova | 23       | 5              |
| Kazakistan    | Anna Danilina      |               | Irina Chromačëva     | 31       | 6              |
| Belgio        | Elise Mertens      | Cina          | Zhang Shuai          | 33       | 7              |
| Stati Uniti   | Sofia Kenin        | Ucraina       | Ljudmyla Kičenok     | 37       | 8              |

- Ranking al 3 marzo 2025.

### Altre partecipanti
Le seguenti coppie di giocatrici hanno ricevuto una wild card per il tabellone principale:
- McCartney Kessler /  Robin Montgomery
- Marta Kostjuk /  Elena-Gabriela Ruse
- Xu Yifan /  Yang Zhaoxuan

La seguente coppia di giocatrici è entrata in tabellone con il ranking protetto:
- Caroline Dolehide /  Storm Hunter

Le seguenti coppie di giocatrici sono subentrate in tabellone come alternate:
- Ekaterina Aleksandrova /  Peyton Stearns
- Quinn Gleason /  Ingrid Martins
- Magda Linette /  Dajana Jastrems'ka

### Ritiri
Prima del torneo
- Beatriz Haddad Maia /  Laura Siegemund → sostituiti da  Magda Linette /  Dajana Jastrems'ka
- Marta Kostjuk /  Elena-Gabriela Ruse → sostituiti da  Quinn Gleason /  Ingrid Martins
- Anastasija Potapova /  Julija Putinceva → sostituiti da  Ekaterina Aleksandrova /  Peyton Stearns

## Punti
| Torneo              | V    | F   | SF  | QF  | 4T   | 3T   | 2T  | 1T | Q    | Q2   | Q1   |
| Singolare maschile  | 1000 | 650 | 400 | 200 | 100  | 50   | 30* | 10 | 20   | 10   | 0    |
| Doppio maschile     | 1000 | 600 | 360 | 180 | N.D. | N.D. | 90  | 0  | N.D. | N.D. | N.D. |
| Singolare femminile | 1000 | 650 | 390 | 215 | 120  | 65   | 35* | 10 | 30   | 20   | 2    |
| Doppio femminile    | 1000 | 650 | 390 | 215 | N.D. | N.D. | 120 | 10 | N.D. | N.D. | N.D. |

* I giocatori con un bye ricevono i punti del primo turno.

## Montepremi
| Torneo              | V         | F        | SF       | QF       | 4T       | 3T      | 2T      | 1T      | Q2      | Q1     |
| Singolare maschile  | 1124380 $ | 597890 $ | 332160 $ | 189075 $ | 103225 $ | 60440 $ | 35260 $ | 23760 $ | 13795 $ | 7155 $ |
| Singolare femminile | 1124380 $ | 597890 $ | 332160 $ | 189075 $ | 103225 $ | 60440 $ | 35260 $ | 23760 $ | 13795 $ | 7155 $ |
| Doppio maschile*    | 457150 $  | 242020 $ | 129970 $ | 65000 $  | N.D.     | N.D.    | 34850 $ | 19050 $ | N.D.    | N.D.   |
| Doppio femminile*   | 457150 $  | 242020 $ | 129970 $ | 65000 $  | N.D.     | N.D.    | 34850 $ | 19050 $ | N.D.    | N.D.   |

*per team

## Campioni

### Singolare maschile
Jakub Menšík ha sconfitto in finale  Novak Đoković con il punteggio di 7-6(4), 7-6(4).
- È il primo titolo in carriera per Menšík.

### Singolare femminile
Aryna Sabalenka ha sconfitto in finale  Jessica Pegula con il punteggio di 7-5, 6-2.

### Doppio maschile
Marcelo Arévalo /  Mate Pavić hanno sconfitto in finale  Julian Cash /  Lloyd Glasspool con il punteggio di 7-6(3), 6-3.

### Doppio femminile
Mirra Andreeva /  Diana Šnajder hanno sconfitto in finale  Cristina Bucșa /  Miyu Katō con il punteggio di 6-3, 6(5)-7, [10-2].